# 7월 10일
7월 10일은 그레고리력으로 191번째(윤년일 경우 192번째) 날에 해당한다.

## 사건
- 988년 - 리피강 변에 더블린이 건설됨.
- 1890년 - 와이오밍주가 미국의 44번째 주가 됨.
- 1913년 - 미국 캘리포니아주 데스밸리에서 기온이 56.7도까지 올라감. 이는 미국 역사상 가장 높은 기온임.
- 1918년 - 러시아 소비에트 연방 사회주의 공화국에서 소비에트 공화국 헌법이 제정되다.
- 1948년 - 조선민주주의인민공화국 정부가 선포되다.
- 1951년 - 개성 내봉장(來鳳莊)에서 한국 전쟁 정전협상이 시작됨.
- 1973년 - 바하마가 영국으로부터 독립하다.
- 2005년 - 키르기스스탄에서 레몬 혁명의 주역인 쿠르만벡 바키예프가 대통령에 선출되다.
- 2014년 - 홍명보 축구대표팀 감독이 브라질 월드컵 조별리그 탈락에 대해 책임지고 사퇴하였다.

## 문화
- 2014년 - 인천광역시 송도국제도시에 동북아트레이드타워가 준공되었다. 68층에 305m다.
- 2016년 - UEFA 유로 2016이 프랑스에서 폐막하였다.
- 2020년 - 스페셜솔져 서비스 중단

## 탄생
- 1501년 - 조선 전기의 성리학자 남명 조식. (~1572년)
- 1509년 - 프랑스의 신학자 장 칼뱅. (~1564년)
- 1803년 - 조선의 가톨릭 순교자, 프랑스인 신부 자크 샤스탕. (~1839년)
- 1830년 - 프랑스의 인상주의 화가 카미유 피사로. (~1903년)
- 1835년 - 폴란드의 작곡가·바이올리니스트, 헨리크 비에니아프스키. (~1880년)
- 1856년 - 세르비아의 발명가·물리학자·기계공학자·전기공학자 니콜라 테슬라. (~1943년)
- 1871년 - 프랑스의 소설가 마르셀 프루스트. (~1922년)
- 1879년 - 한국의 독립운동가 김창숙. (~1962년)
- 1894년 - 일제강점기의 독립운동가이자 사회운동가, 의사 김형직. (~1926년)
- 1903년 - 독일의 법학자, 나치 친위대 장교 베르너 베스트. (~1989년)
- 1905년 - 대한민국의 작가 박진. (~1974년)
- 1910년 - 대한민국의 정치인 이정우. (~1991년)
- 1911년 - 미국의 트럼펫 연주자 쿠티 윌리엄스. (~1985년)
- 1914년 - 캐나다계 미국의 일러스트레이터, 슈퍼맨의 공동작가 조 슈스터. (~1992년)
- 1920년 - 미국의 저널리스트 데이비드 브링클리. (~2003년)
- 1921년 - 미국의 제35대 대통령 존 F. 케네디의 여동생 유니스 케네디 슈라이버. (~2009년)
- 1925년 - 말레이시아의 총리 마하티르 빈 모하맛.
- 1926년 - 미국의 배우 칼턴 카펜터. (~2022년)
- 1927년 - 미국의 정치인, 뉴욕의 첫 흑인 시장 데이비드 딘킨스. (~2020년)
- 1931년
  - 미국과 중화민국의 기업인, 엔지니어 모리스 창.
  - 캐나다의 소설가 앨리스 먼로. (~2024년)
- 1933년
  - 대한민국의 헌법학자 김철수. (~2022년)
  - 대한민국의 정치인 박승재. (~2007년)
  - 미국의 정치인, 게리의 첫 흑인 시장 리처드 G. 해처. (~2019년)
- 1942년
  - 미국의 싱어송라이터 식스토 로드리게스. (~2023년)
  - 미국의 가수 로니 제임스 디오. (~2010년)
- 1943년 - 대한민국의 전 법무사 조남호.
- 1952년 - 대한민국의 정치인 이해찬.
- 1953년 - 대한민국의 정치인 최낙정. (~2023년)
- 1954년
  - 대한민국의 정치인 이상헌.
  - 미국의 배우 켄 올린.
- 1956년
  - 대한민국의 기업인 조성진.
  - 일본의 전 프로 야구 선수 오카와 히로시.
- 1957년 - 대한민국의 시인 김종임.
- 1958년 - 미국의 가수 베이비페이스.
- 1959년 - 대한민국의 정치인, 기초의원 이성희.
- 1961년
  - 대한민국의 정치인 김병기.
  - 홍콩의 배우, 가수 장학우.
- 1964년
  - 대한민국의 정치인 서태원.
  - 대한민국의 정치인 정석주.
  - 일본의 전 프로 야구 선수, 야구 해설가·평론가 다카하시 마사히로.
- 1966년 - 대한민국의 시사평론가 겸 기업가 양문석.
- 1968년
  - 대한민국의 트로트 가수 안다미.
  - 대한민국의 군인 출신 정치인 서철모.
  - 일본의 성우 키우치 레이코.
- 1969년
  - 대한민국의 전 야구 선수 양준혁.
  - 대한민국의 야구 선수 박정현.
- 1970년 - 영국의 배우 존 심.
- 1971년
  - 대한민국의 기업인, 정치인 옥은호.
  - 대한민국의 배우 손지나.
  - 대한민국의 뮤지컬 배우 겸 대학 교수 썬 킴.
- 1972년
  - 콜롬비아의 배우 소피아 베르가라.
  - 대한민국의 리듬체조 선수 이경희.
- 1973년
  - 대한민국의 전 축구 선수, 축구 지도자 김종현.
  - 대한민국의 배우 김지윤.
  - 일본의 애니메이션 감독 요네바야시 히로마사.
- 1975년
  - 대한민국의 전직 축구 선수, 축구 지도자 이창원.
  - 대한민국의 가수 이원석.
- 1976년
  - 프랑스의 축구 선수 뤼도비크 지울리.
  - 브라질의 축구 선수 에드미우송 고메스.
- 1977년
  - 대한민국의 트로트 가수 박주희.
  - 대한민국의 희극인 박휘순.
  - 대한민국의 정치인 박인영.
  - 대한민국의 가수 이혜진.
  - 대한민국의 전 야구 선수, 야구 해설위원 서재응.
  - 대한민국의 작가, 영화평론가 김세윤.
  - 대한민국의 배우 박지아.
  - 영국의 배우 추이텔 에지오포.
- 1978년 - 일본의 배우 고이즈미 코타로.
- 1979년 - 대한민국의 배우 공유.
- 1980년
  - 미국의 가수, 배우 제시카 심슨.
  - 미국의 배우 제임스 롤프.
  - 대한민국의 야구 선수 이택근.
  - 대한민국의 야구 선수 김수훈.
  - 미국의 배우, 가수 토머스 이언 니컬러스.
- 1982년
  - 대한민국의 배우 양미라.
  - 대한민국의 싱어송라이터 타루.
- 1983년
  - 대한민국의 가수 김희철 (슈퍼주니어).
  - 이란의 배우 골시프테 파라하니.
  - 일본의 전 축구 선수 기치세 히로시.
- 1984년 - 대한민국의 배우 염지영.
- 1985년
  - 대한민국의 축구 선수 박주영.
  - 독일의 축구 선수 마리오 고메스.
- 1986년
  - 대한민국의 야구 선수 박병호.
  - 대한민국의 정치인 천하람.
- 1987년
  - 대한민국의 축구 선수 황성수.
  - 대한민국의 가수 리아 킴.
  - 러시아의 축구 선수 안나 코즈니코바.
- 1988년 - 우크라이나의 영화배우, 군인 파울로 리. (~2022년)
- 1989년
  - 대한민국의 수영 선수 이지영.
  - 대한민국의 전문직업인 이지영.
  - 대한민국의 노동자 김도원
- 1990년
  - 대한민국의 야구 선수 강윤구.
  - 대한민국의 배우 성준.
  - 대한민국의 배우 이시아.
  - 대한민국의 야구 선수 강리호.
- 1991년
  - 일본의 가수 마에다 아쓰코 (AKB48).
  - 대한민국의 리듬체조 선수 김윤희.
  - 대한민국의 배우 정유민.
  - 우크라이나의 리듬체조 선수 알리나 막시멘코.
- 1992년
  - 대한민국의 배우, 모델 안지현.
  - 대한민국의 배구 선수 노재욱.
- 1993년
  - 대한민국의 야구 선수 길나온.
  - 영국의 가수 페리 에드워즈.
- 1994년 - 대한민국의 배우 채수빈.
- 1995년
  - 일본의 가수 신가키 유토.
  - 노르웨이의 축구 선수 아다 헤게르베르그.
  - 대한민국의 가수, 성악가 고우림.
  - 대한민국의 전 가수 후.
- 1996년
  - 대한민국의 배우 문가영.
  - 대한민국의 배우 권아름.
- 1997년
  - 대한민국의 축구 선수 이제호.
  - 일본의 아이돌 카토 레나. (AKB48)
- 1998년
  - 대한민국의 배우 이영유.
  - 이란의 태권도 선수 키미아 알리자데.
- 1999년 - 대한민국의 가수, 배우 산 (에이티즈).
- 2000년
  - 대한민국의 야구 선수 김현수.
  - 중화인민공화국의 사격 선수 양첸.
- 2001년 - 미국의 배우 겸 가수 이사벨라 메르세드.
- 2003년 - 대한민국의 축구 선수 조진호.
- 2007년
  - 대한민국의 바둑 기사 김민서.
  - 미국의 배우 메이슨 세임스.

## 사망
- 138년 - 로마 제국의 14대 황제 하드리아누스. (76년~)
- 1559년 - 프랑스의 왕 앙리 2세. (1519년~)
- 1948년 - 홍콩의 제20대 총독 제프리 노스코트. (1881년~)
- 1971년 - 미국의 야구인 월트 주드니치. (1916년~)
- 1985년 - 대한민국의 정치인 김녹영. (1924년~)
- 1986년 - 대한민국의 소설가 박태원. (1910년~)
- 1997년 - 대한민국의 기업가 김인득. (1916년~)
- 2010년 - 대한민국의 극작가, 연출가, 소설가 김봉웅. (1948년~)
- 2013년 - 대한민국의 스포츠인 겸 골퍼 구옥희. (1956년~)
- 2015년 - 이집트의 배우 오마르 샤리프. (1932년~)
- 2018년
  - 대한민국의 조각가 이종빈. (1954년~)
  - 미국의 작가 헨리 모건소 3세. (1917년~)
- 2019년
  - 이탈리아의 영화배우 발렌티나 코르테세. (1923년~)
  - 미국의 야구 선수 짐 보턴. (1939년~)
- 2020년
  - 대한민국의 군인 백선엽. (1920년~)
  - 잉글랜드의 축구 선수 잭 찰턴. (1935년~)
- 2021년 - 미국의 정치인 데이브 오닐. (1931년~)
- 2022년
  - 대한민국의 축구 선수, 축구 지도자 조정현. (1969년~)
  - 일본의 경제 관료, 정치인, 의원 후지이 히로히사. (1932년~)
- 2024년 - 미국의 우주비행사 조 엥글. (1932년~)
- 2025년 - 대한민국의 사회운동가 박기서. (1948년~)

## 기념일
- 국군의 날: 모리타니
- 독립기념일: 바하마
- 니콜라 테슬라 데이
- 비틀즈 데이: 리버풀, 함부르크
- 침묵의 날: 메헤르 바바의 추종자

## 같이 보기
- 전날: 7월 9일 다음날: 7월 11일 - 전달: 6월 10일 다음달: 8월 10일
- 음력: 7월 10일
- 모두 보기